# ترويب
الترويب عملية صناعية، لها تطبيقات هامة في تنقية المياه، الغرض منها توزيع المروبات ومزجها بالماء كي تخرج الغروانيات من المستعلق. ولأن المروبات موزعة أي أنها ليست منحلة، يختلف الترويب عن الترسيب.
قد تُسميها بعض المصادر التَّدَمُّج أو الاندماج التندف أو التنديف أو الندف أو التجبن أو التخثير أو التخثر، خصوصا المصطلحين الأخيرين المتداولان في العراق مثلا واللذان يتداخلان في المعنى مع تجلط الدم، ويستعمل البعض تلبد وتلبيد ويتداخلان في المعنى مع تلبيد.